# Osun-Osogbo
Ọṣun-Oṣogbo eller Den hellige lund i Ọṣun-Oṣogbo er et helligt skovområde ved bredden a Oshunfloden, ved byen Osogbo i Nigeria. Lunden er viet til yorubareligionens gudinde Osun.
Tilsvarende hellige skover har oprindelig været en del af skovbrynets kulturlandskab udenfor de fleste af Yorubafolkets byer, men mange af dem er nu forsvundet ved urbaniseringens udvidede bygrænser. Osun-Osogbo-området er både den (antagelig) sidste af disse helliglunde, og er også et af de sidste urskovsområder i det sydlige Nigeria.
Lunden blev erklæret som verdenarvsområde i 2005.

## Eksterne kilder og henvisninger
- Wikimedia Commons har flere filer relateret til Osun-Osogbo
- UNESCOs beskrivelse